# Collection d'objets ethnographiques de l'université de Strasbourg
La collection d'objets ethnographiques de l'université de Strasbourg réunit quelque 350 pièces d'origine principalement ouest-africaine et malgache, acquises depuis les années 1960. Leur vocation pédagogique est inscrite dans les clauses de leur cession initiale stipulant que « les objets et maquettes cédés devront être présentés au public à l’Institut d’Ethnologie dépendant de la Faculté des Lettres à Strasbourg ». Une salle leur est dédiée en 1966, mais, depuis 1991, ces objets n'ont plus de lieu d'exposition permanent et depuis 2008 ils sont conservés à la Maison Interuniversitaire des Sciences de l'Homme - Alsace (MISHA) et présentés au public lors d'expositions temporaires réalisées par les étudiants : en effet les objets sont aujourd'hui moins utilisés dans l’enseignement ethnologique proprement dit que dans le cadre de formations à la muséologie.

## Historique

### Collection Lebaudy-Griaule
La double dénomination de ce fonds est liée aux circonstances de sa collecte. En 1938-1939 l'ethnologue Marcel Griaule mène une nouvelle expédition en Afrique, la Mission Niger-Lac Iro. Comme elle est financée par Jean Lebaudy, issu d'une famille fortunée d'industriels du sucre, elle prend le nom de Mission Lebaudy-Griaule. L'équipe se rend en pays dogon – où Germaine Dieterlen séjourne longuement –, au sud du Tchad et en pays sara. De nombreux objets rituels sont collectés (cagoules, masques), mais également des artefacts liés à la vie quotidienne, tels que des serrures ou des poulies de métier à tisser. Au retour cette collection privée est d'abord exposée dans le château-musée de l'industriel à Cabrerets (Lot). Lorsque celui-ci vend sa propriété en 1963, il décide de confier – sous condition – les objets au département d'Ethnologie de l'université de Strasbourg, alors dirigé par Dominique Zahan, disciple de Griaule. Les objets sont conservés au Palais universitaire, sans être exposés.
L'année suivante une première exposition intitulée L'Art africain est organisée dans une banque strasbourgeoise et le président du Sénégal, Léopold Sédar Senghor, nommé docteur honoris causa de l'université de Strasbourg, inaugure l'exposition à cette occasion le 20 novembre 1964. Un lieu – la salle Lebaudy-Griaule – dédié à la présentation permanente de cette collection est inauguré à son tour le 28 novembre 1966. Le professeur Zahan est particulièrement intéressé par la nature de cette collection qui coïncide avec l'orientation symboliste qu'il souhaite donner à son enseignement.

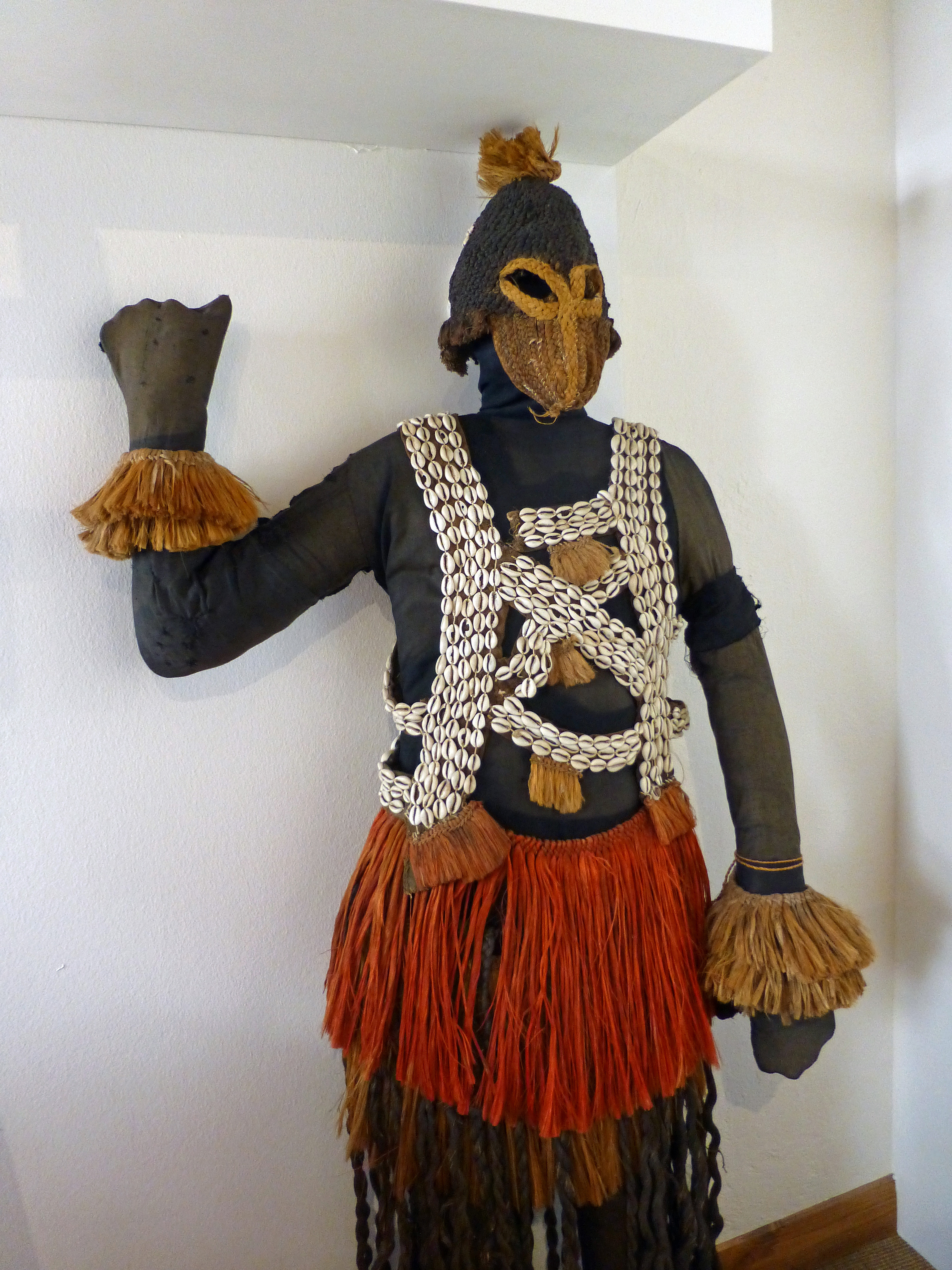
Masque complet « Homme peul » dogon
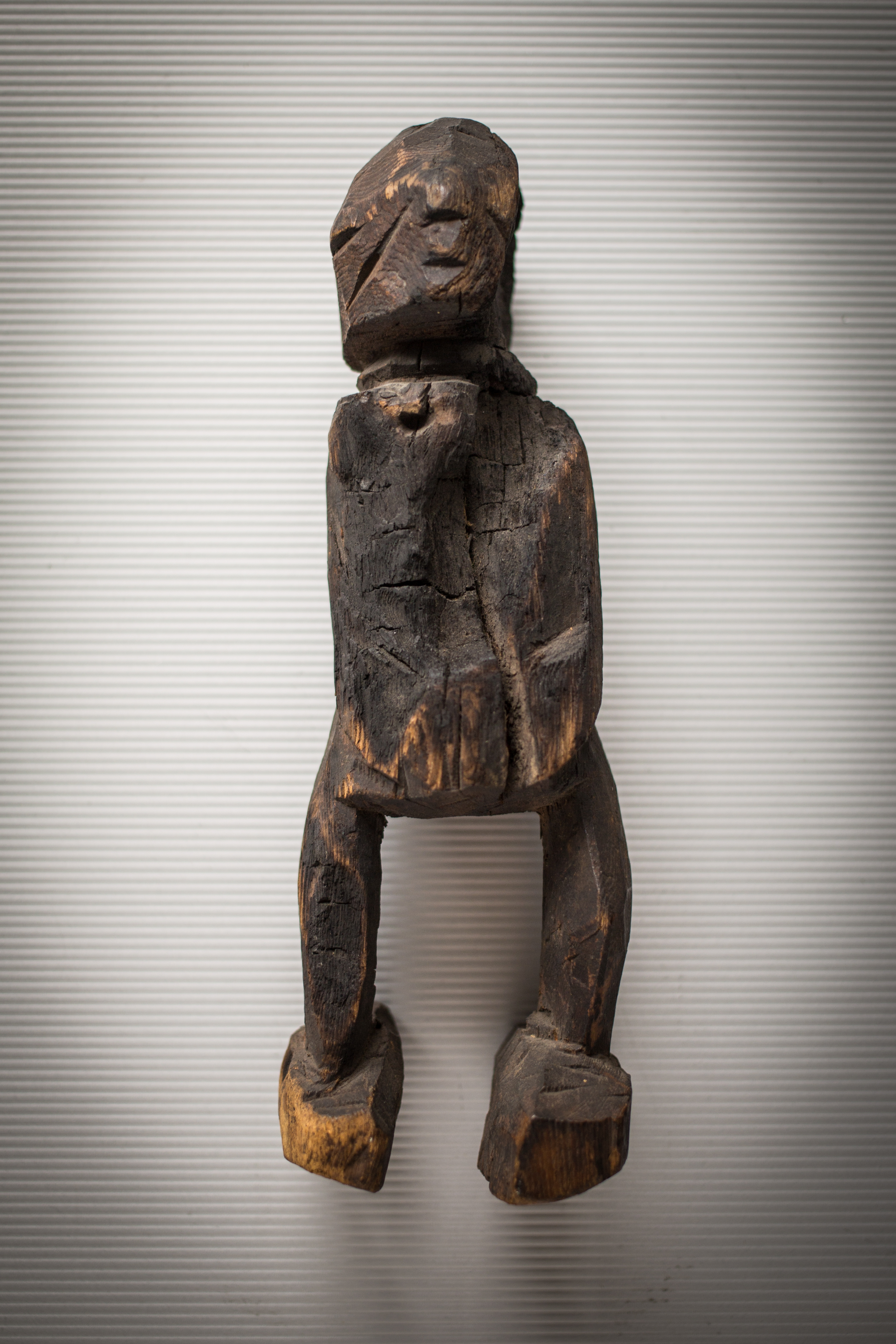
Sculpture anthropomorphe (kotokoli ?)
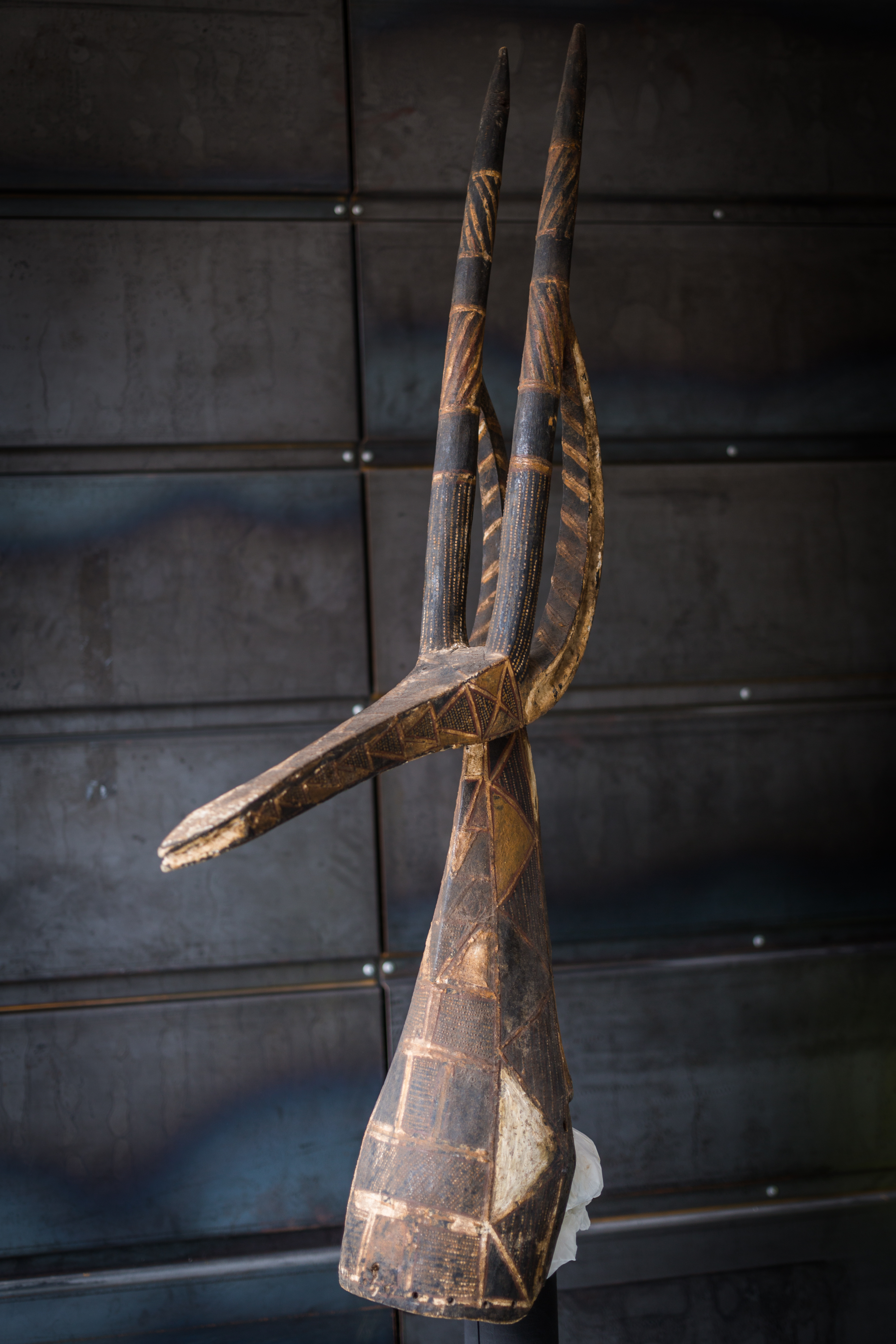
Masque antilope kurumba

### Collection Léon Morel
Le 20 mai 1967 l'Institut acquiert le fonds de l'artisan missionnaire Léon Morel, originaire de Rothau, qui a travaillé de 1908 à 1932 dans le centre du docteur Schweitzer à Lambaréné au Gabon. Il s'agit principalement d'objets rituels et religieux (amulettes, fétiches).
En 1968 le professeur Zahan est nommé à la Sorbonne et les nouvelles orientations théoriques de la discipline l'éloignent désormais de l'approche ethnographique. La collection connaît dès lors une certaine éclipse jusqu'en 1996, date de la première expertise des pièces.

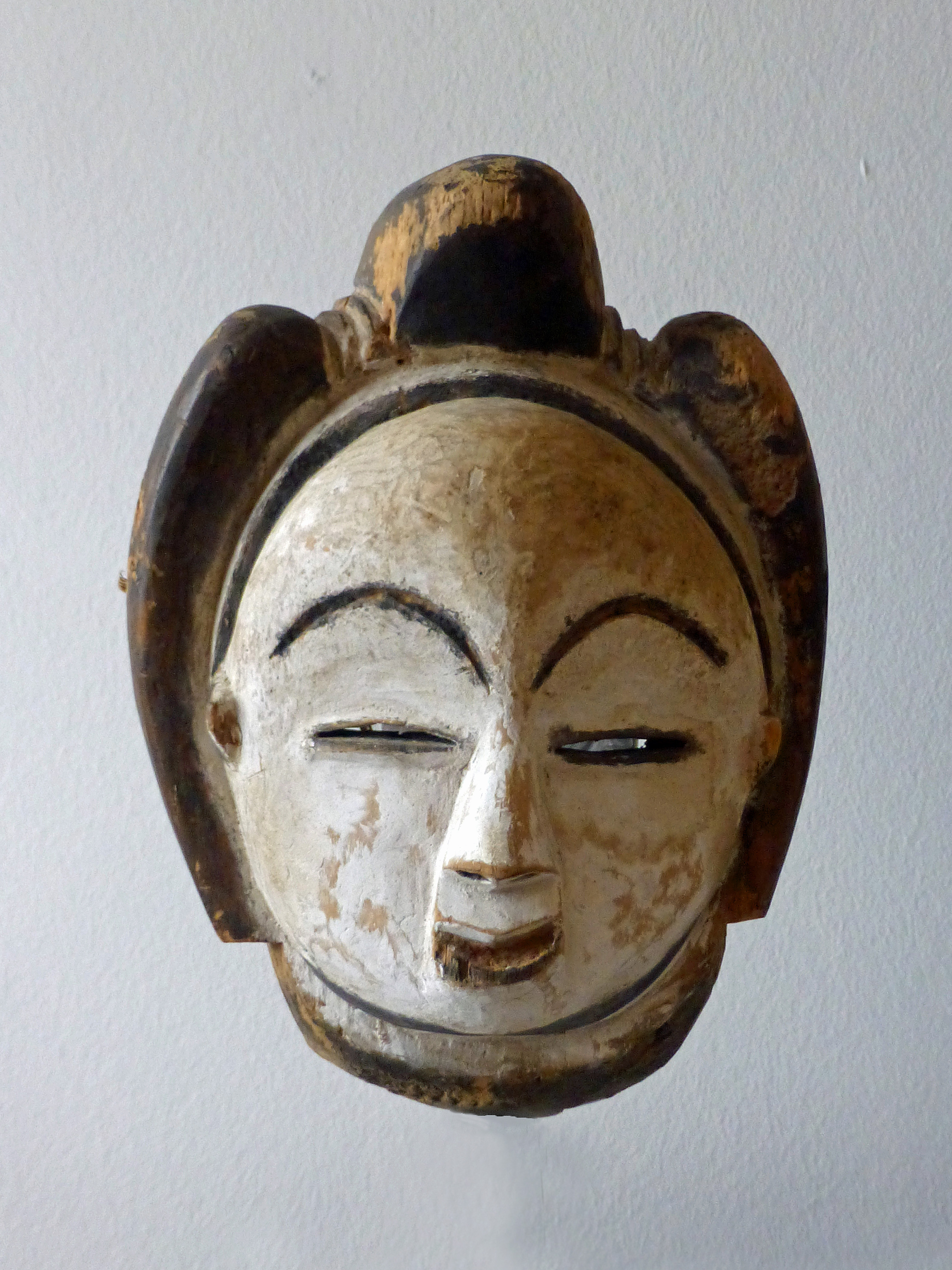
Masque punu

### Collection Pierre Malzy
En 1991 un ingénieur agronome, Pierre Malzy, sensibilisé par un enseignant du département d'Ethnologie, fait don d'un ensemble de 242 objets, essentiellement techniques, récoltés au cours de ses séjours en Afrique entre 1930 et 1950.

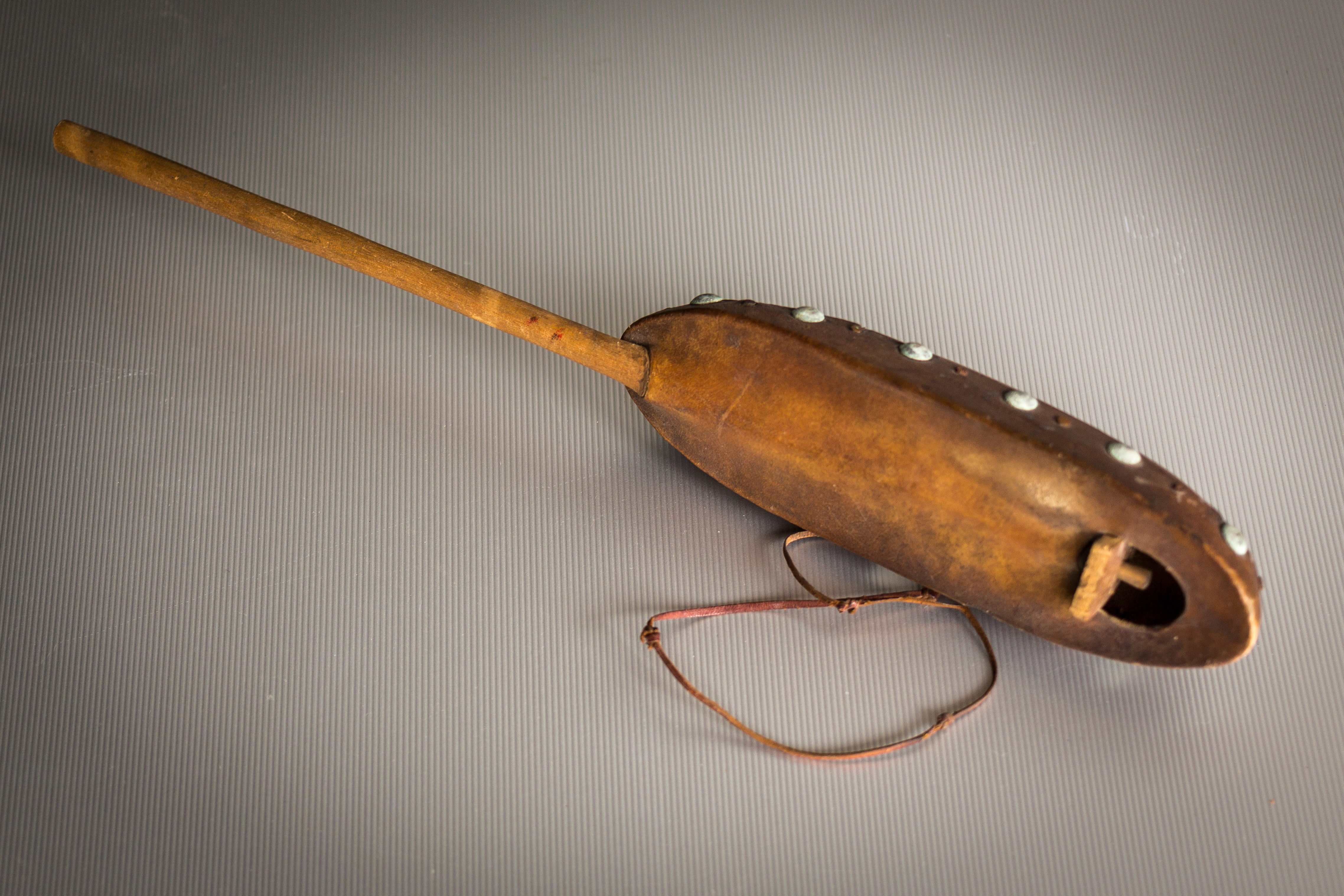
Cordophone malinké
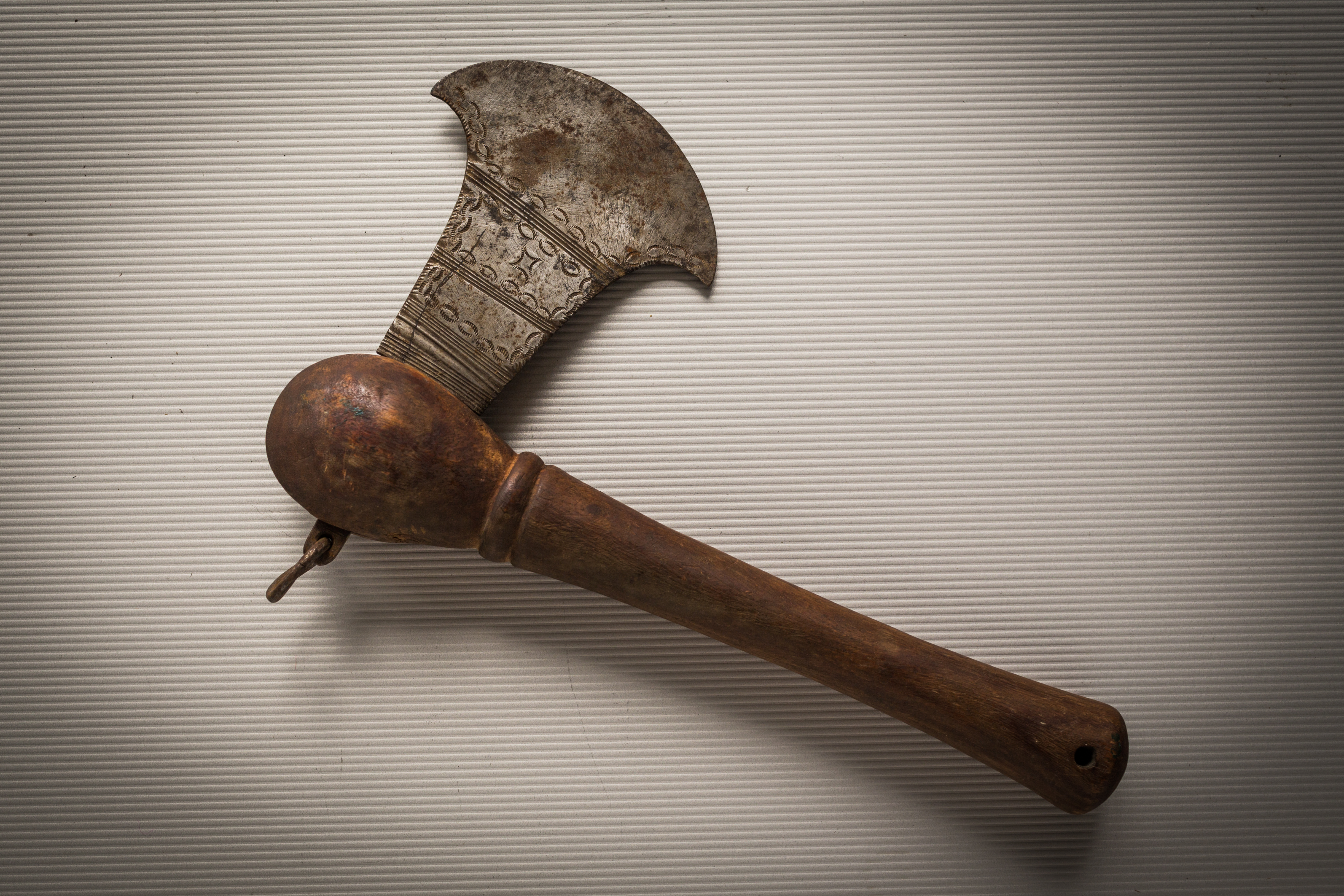
Hache de danse sousson
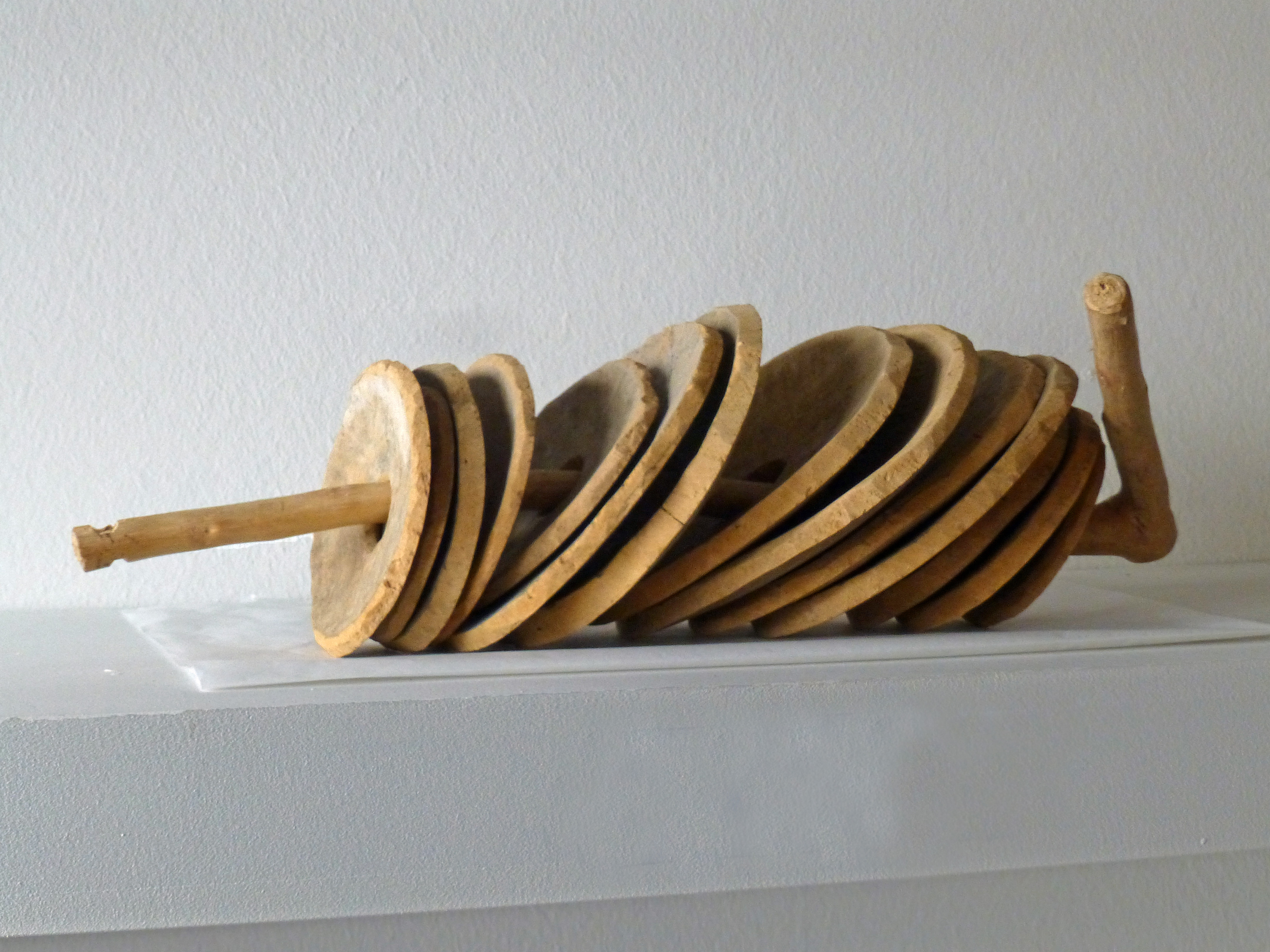
Sistre bambara
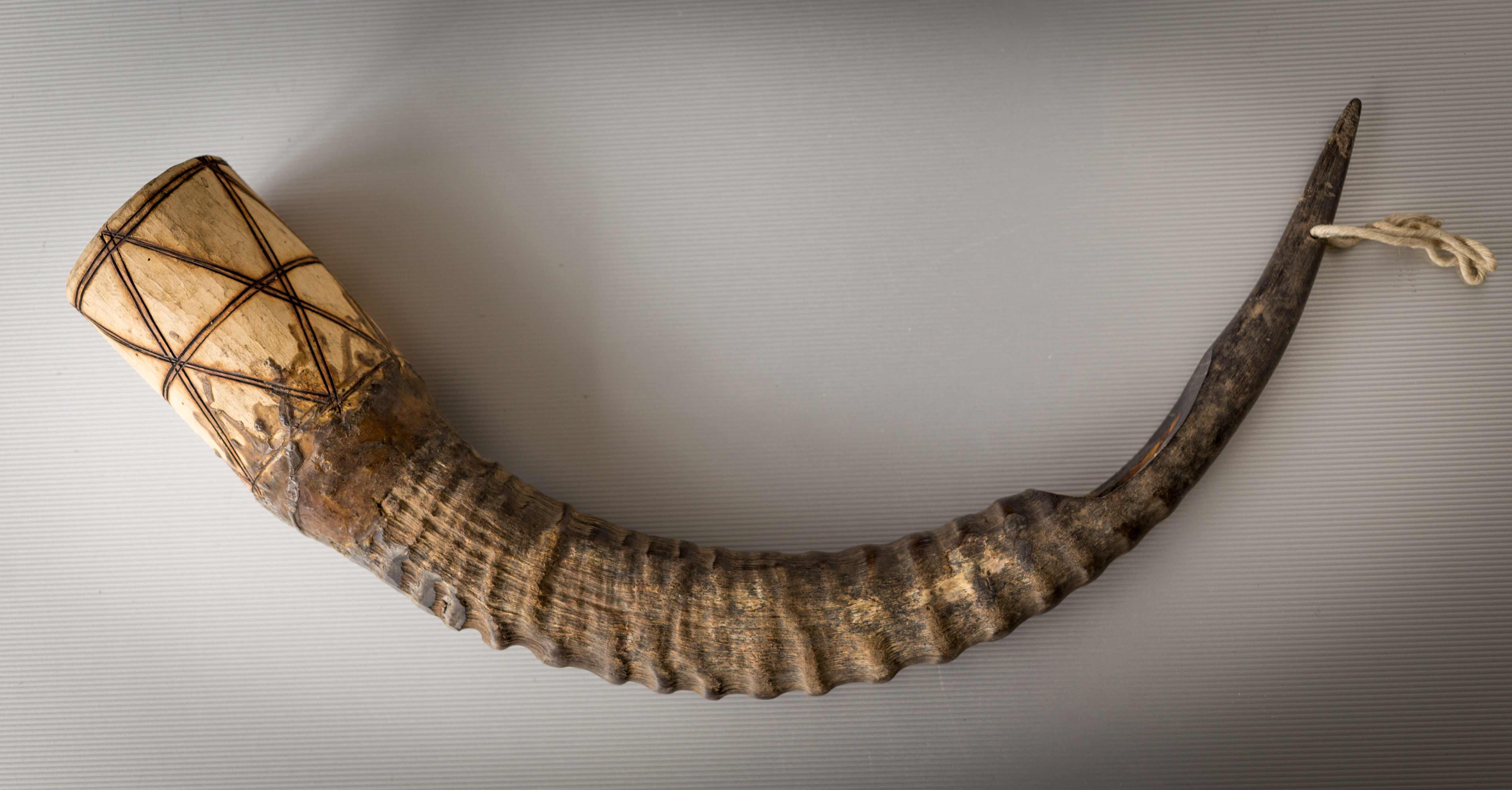
Instrument de musique aérophone bambara
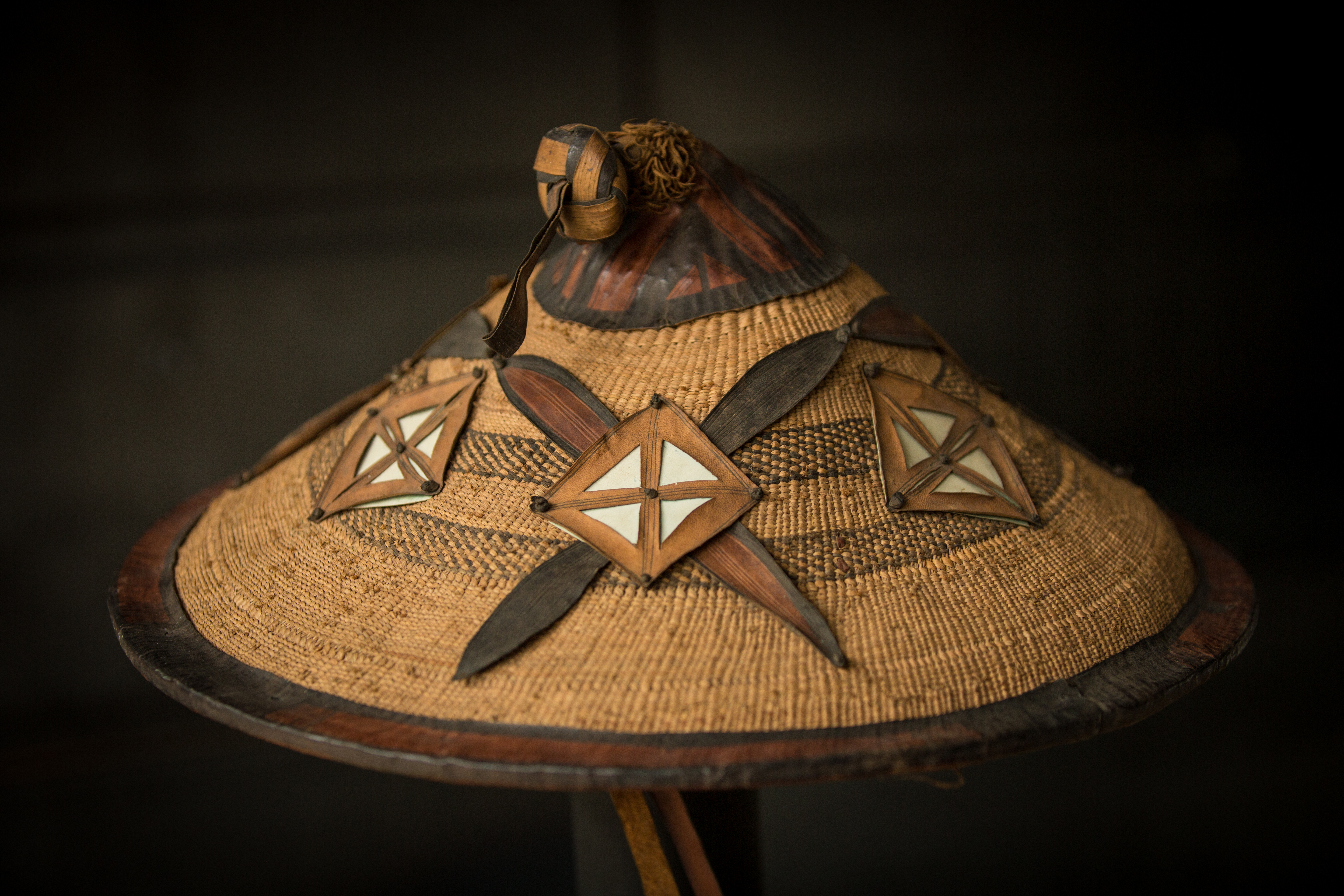
Chapeau de berger peul
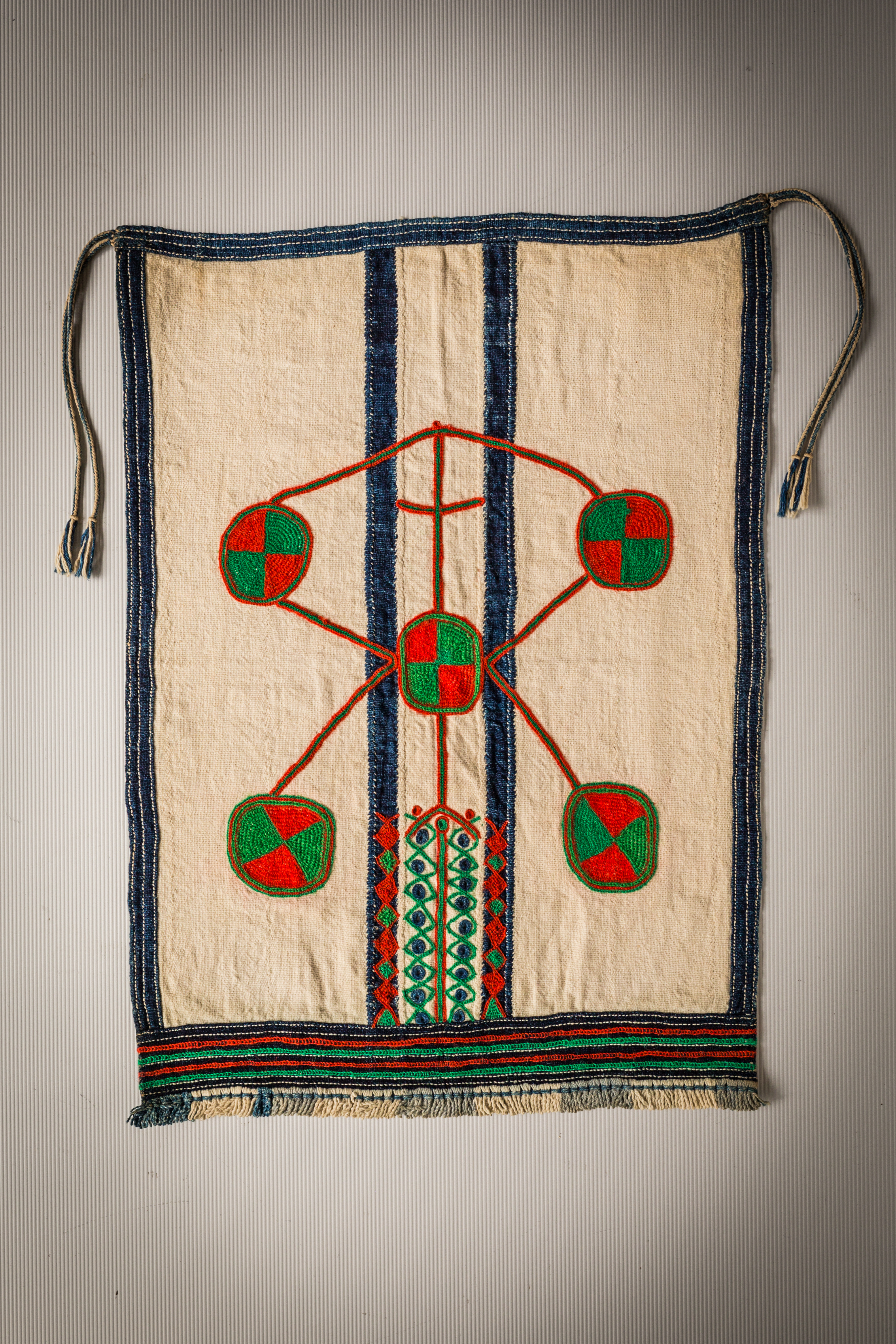
Pagne brodé fali

La même année les vitrines de présentation de la collection sont démontées à la suite d'un réaménagement du département : c'est la fin de l'exposition permanente.

### Années 2000
L'expertise des pièces réalisée en 1996 a conduit à une revalorisation significative de leur estimation. La collection acquiert le statut de collection publique et bénéficie d'un soutien financier dans le cadre du contrat quadriennal 2001-2004 de l’université, ce qui permet de procéder à son inventaire, de photographier l'ensemble des pièces, de numériser ces données, puis de les mettre en ligne.
En 2003 Roger Somé est nommé directeur de la collection. En février 2004  il fait un don d’objets en provenance du Burkina Faso. 
En 2008 la collection est installée dans le bâtiment de la Maison Interuniversitaire des Sciences de l'Homme - Alsace (MISHA).
Le 1er janvier 2009 les trois universités strasbourgeoises fusionnent et la collection ethnographique intègre le réseau des musées et collections de la nouvelle Université de Strasbourg.

## Principales expositions temporaires

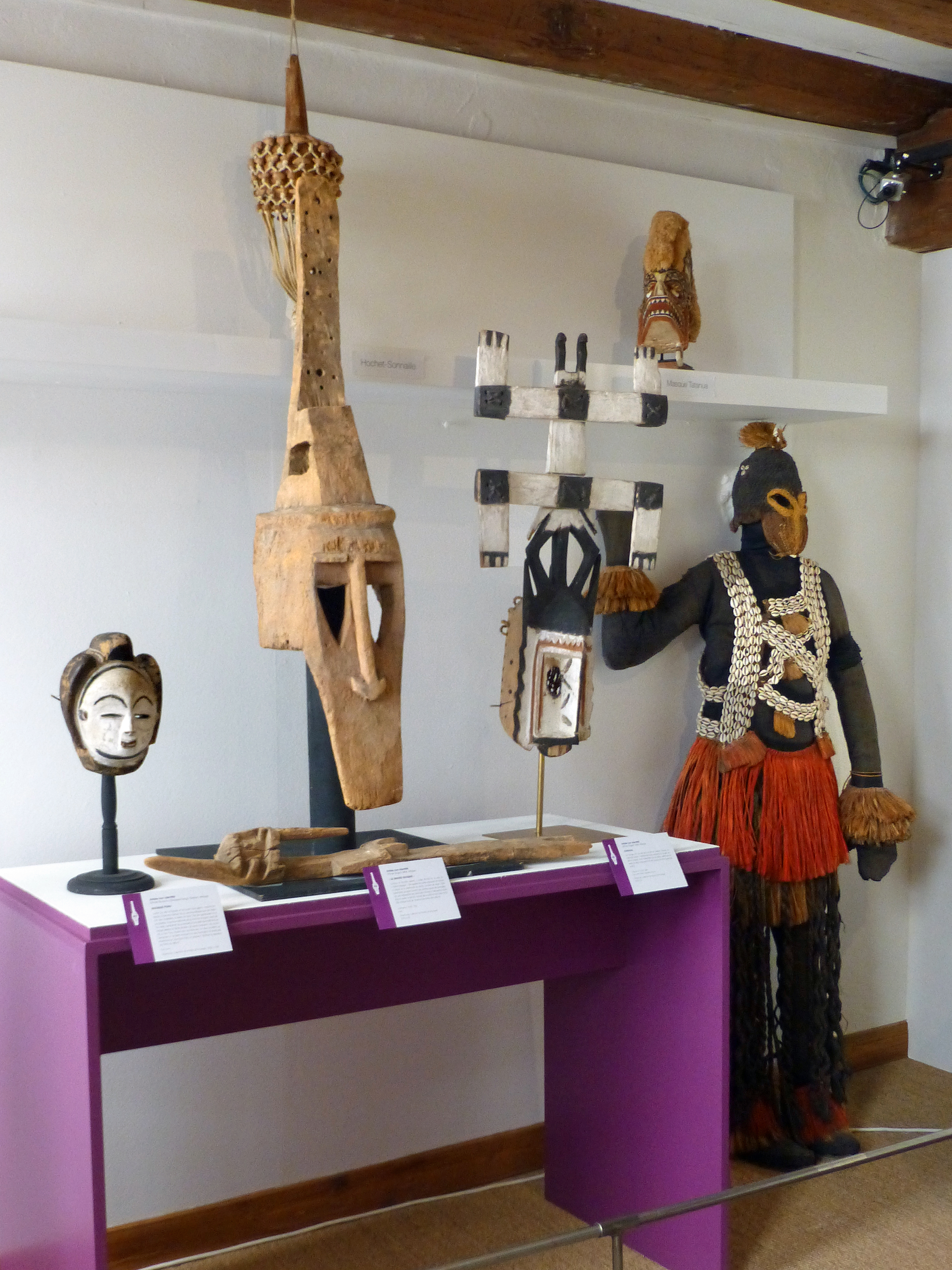
Passages. Rites initiatiques et funéraires (Musée alsacien, 2015)

Les expositions sont organisées dans des lieux différents et réalisées depuis quelques années par les étudiants de l'Institut d'Ethnologie, notamment ceux de Masters professionnels tels que  « Muséologie : Patrimoines immatériels et collections » et « Épistémologie et médiation scientifique ».
- L'Art africain, à la Sogenal de Strasbourg, inaugurée par Léopold Sédar Senghor le 20 novembre 1964[6]
- L'Art nègre, à l'Ancienne douane de Strasbourg du 1er décembre 1967 au 4 février 1968 et au Musée de l'impression sur étoffes de Mulhouse du 15 février au 15 avril 1968[10]
- Regards sur l'objet ethnographique, à la Galerie d'actualité scientifique de l'Université de Strasbourg, du 19 janvier au 6 février 1999[11]
- Masques noirs, regards blancs, au Musée d'histoire naturelle et d'ethnographie de Colmar, du 10 juillet au 30 octobre 2000[12]
- Instruments de musique d’Afrique noire, à la bibliothèque municipale de Mirecourt, du 15 juillet au 20 septembre 2003[13]
- L'écriture secrète d'Afrique noire, à la bibliothèque municipale de Strasbourg, du 19 mai au 11 juin 2005[14]
- La Cosmogonie africaine. Naissance d’un monde chez les Dogon, au Planétarium de Strasbourg, du 12 au 24 septembre 2007 et du 14 janvier au 24 février 2008, prolongée jusqu'au 20 avril[15]
- L’Autre c’est nous, au centre socioculturel de la Meinau, à Strasbourg, du 2 au 13 juin 2008[16]
- Femmes africaines, au Lycée Jean Rostand de Strasbourg, du 6 au 16 janvier 2009[17]
- Alter égaux, à la Maison Interuniversitaire des Sciences de l'Homme - Alsace, du 15 au 28 mai 2010[18]
- Des corps /Décors. Regards croisés d'Afrique au Musée historique de Strasbourg du 30 avril au 29 mai 2011[19]
- [C.O.R.P.S] Contraint. Observé. Rééduqué. Performant. Socialisé, au Musée zoologique de la ville de Strasbourg, du 2 mai au 5 juin 2012[20]
- Héritages silencieux. Objets africains vus à travers différentes collections africaines, Galerie Art'Course, du 2 au 25 mai 2014 [21]
- Passages. Rites initiatiques et funéraires, au Musée alsacien de Strasbourg, du ? au 20 juillet 2015[22]
- Animalis. Animer l’homme et l’animal, au Musée zoologique de la ville de Strasbourg, du 8 juin au 8 juillet 2018 [23]